# Apparatur (tidsskrift)
Apparatur var et dansk tidsskrift for litteratur og billedkunst, der blev udgivet fra 2001 til 2012.
Ved lanceringen bestod redaktionen af Anders Søgaard, Mimo Antabi, Martin Glaz Serup, Martin Holst, Svend-Allan Sørensen, samt Trine Juncher Jensen. Siden har tidsskriftet haft skiftende redaktioner.
Seneste redaktion var Marie Zeuthen (ansv.), Anne-Sofie Ringling og Marianne Kirk.
Seneste udgivelse var nr. 24, der udkom den 24. marts 2012. Udgivelsen af tidsskriftet er herefter stillet i bero.